# Alis Hetvej Li Ruzvelt
Alis Hetvej Li Ruzvelt (Alice Hathaway Lee Roosevelt; 29. jul 1861 - 14. februar 1884) je bila dama iz visokog društva u Americi i prva žena predsednika Teodora Ruzvelta. Manje od dva dana nakon što je rodila jedine potomke preminula je od Brajtove bolesti.

## Rani život
Alis Hetvej Li je rođena u Česnat Hilu u Masačusetsu, otac joj je bio bankar Džordž Kebot Li (George Cabot Lee), a majka Kerolajn Vats Haskel (Caroline Watts Haskell). Bila je visoka 167 cm, imala je plave oči i dugu talasastu plavu kosu. Opisivali su je kao izuzetno lepu i šarmantnu. Porodica i prijatelji su je zvali Sunce zbog njenog vedrog raspoloženja.

## Udvaranje i brak
Li je upoznala Teodora Ruzvelta 18. oktobra 1878. godine u kući svojih rođaka i prvih komšija. Teodor Ruzvelt je bio drug iz razreda njenog rođaka Ričarda Midlkota Saltonstala (Richard Middlecott "Dick" Saltonstall). U kasnijim spisima o tome kako su se upoznali Teodor je rekao: „Dokle god sam živ sećaću se kako je slatko izgledala i kako me je ljupko pozdravila.”
Ruzvelt ju je zaprosio juna 1879. godine , ali je Li čekala osam meseci pre nego što je pristala. Njihova veridba je bila proglašena 14. februara 1880. godine.
Li se udala za Ruzvelta, sa devetnaest godina, 22. oktobra 1880. godine (na njegov dvadeset drugi rođendan) u unitarijskoj crkvi u Bruklinu, Masačusetsu. Par je otišao na medeni mesec kako dolikuje tek sledećeg leta jer je Ruzvelt bio primljen na Pravni Fakultet Kolumbija. Nakon što su proveli prve dve nedelje svog bračnog života u porodičnoj kući Ruzveltovih u Ojster Beju, par je prešao da živi kod Ruzveltove majke Marte Stjuart Bulok (Martha Stewart "Mittie" Bulloch), udovice.
Alis je rodila ćerku 12. februara 1884, dali su joj ime Alis Li Ruzvelt. Teodor Ruzvelt koji je tada bio član Njujorške državne skupštine nalazio se u Olbaniju. On je bio ubeđen da će se dete roditi 14. februara, na četvrtu godišnjicu njhove veridbe. Čim je primio telegram 13. februara ujutru rešio je da ode tog poslepodneva da bi bio sa svojom suprugom. Primio je još jedan telegram o zdravstevnom stanju njegove žene, koja je u trenutku kad je on stigao oko ponoći već bila u komi. Klonula je par sati dok je suprug držao u naručju, da bi preminula 14. februara posle podne kao posledica otkazivanja bubrega. Kasnije je utvrđeno da je trudnoća zataškala bolest. Alis Ruzvelt je imala 22 godine kada je preminula.
Teodora Ruzvelta je izuzetno potresla smrt supruge Alis Ruzvelt i zbog toga je jedva pričao o njoj.
Alis Ruzvelt je sahranjena na Grinvud groblju u Bruklinu pored svekrve Marte Stjuart Bulok koja je preminula samo par sati pre nje.